# كازويا موراتا
كازويا موراتا (باليابانية: 村田 和哉) (7 أكتوبر 1988 في شيغا في اليابان – )؛ هو لاعب كرة قدم ياباني سابق كان يلعب كمهاجم.

## وصلات خارجية
- كازويا موراتا على موقع رابطة كرة القدم اليابانية للمحترفين (اليابانية)
- كازويا موراتا على موقع قاعدة بيانات كرة القدم.إي يو (الإنجليزية)
- كازويا موراتا على موقع Soccerway.com (الإنجليزية)
- كازويا موراتا على موقع عالم كرة القدم.نت (الإنجليزية)